# ماریا استوه
ماریا استوه (اسپانیایی: María Esteve‎؛ زاده ۳۰ دسامبر ۱۹۷۴) بازیگر اسپانیایی است.
از کارهای معروف او می‌توان به بازی در کوارتت هاوانا، هنر مردن، چهار ترانه آخر و عشق نه، فقط دیوانگی اشاره کرد.